# Greatest Hits (Lost)
Greatest Hits este un episod al serialului de televiziune Lost, sezonul 3.